# Betton (Francja)
Betton (bret. Lanvezhon) – miejscowość i gmina we Francji, w regionie Bretania, w departamencie Ille-et-Vilaine.
Według danych na rok 1990 gminę zamieszkiwały 7013 osoby, a gęstość zaludnienia wynosiła 262 osoby/km² (wśród 1269 gmin Bretanii Betton plasuje się na 45. miejscu pod względem liczby ludności, natomiast pod względem powierzchni na miejscu 336.).

## Miasta partnerskie
- Grodzisk Wielkopolski